# Corozone
Corozone – polski zespół powstały w 1994 w Krakowie grający muzykę groove metal/hardcore .

## Historia
Grupa powstała wiosna 1994 roku w Krakowie na bazie formacji Kapitol, z której składu wykrystalizował się duet Krzysztof „Thrash R” Zagajewski (gitara, śpiew) oraz Bartosz „Ramirez” Rzemieniec (perkusja). Po próbach z różnymi muzykami, w niedługim czasie skład Corozone ustabilizował się dzięki dołączeniu Roberta Skulskiego (gitara) oraz Piotra „Indyka” Wiechniaka (gitara basowa). Grupa przygotowała dwie kasety demo (czerwiec 1994 i luty 1995 roku), które rozsyłała do wytwórni fonograficznych i organizatorów koncertów. Dzięki pierwszej z nich została zakwalifikowana do konkursu festiwalu Jarocin '94, dzięki drugiej doszła do półfinału przeglądu Marlboro Rock-in '95. Uczestniczyła też w koncertach Acid Drinkers, Armii i IRY. Jesienią 1995 r. kwartet podpisał umowę z Metal Mind Productions. W następnym roku przez ww. firmę został wydany debiutanci album „Heavy Rain Comes”. W listopadzie 1995 roku grupa uczestniczyła w imprezie „5 Lat 'Metal Hammer'” gdzie zagrała u boku takich sław jak Testament czy Kreator, a w czerwcu 1996 roku była gościem podczas trasy Acid Drinkers. Na początku 1997 r. miejsce R. Skulskiego zajął Tomasz Igliński i z nim zespół przygotował płytę „Makabra kadabra”. W czerwcu 1999 roku B. Rzemieńca zastąpił Tomasz „Łabędź” Łabędzki perkusista znany z zespołów Zhizoid i Sad Kingdom a T. Iglińskiego - Sławomir „Chef” Lisowski. Formacja brała udział w trasie z Acid Drinkers, Dog Family i Guess Why. W kolejnych latach poza tournée Acid Drinkers Break Your Head Tour 2000 zespół występował sporadycznie. Przygotował za to materiał na trzeci album, którego fragmenty udostępnił w formacie MP3 na swoich stronach internetowych.

## Skład
- Krzysztof „Thrasher” Zagajewski - gitara, śpiew
- Piotr „Indyk” Wiechniak - gitara basowa
- Tomasz „Łabędź” Łabędzki - perkusja

### Byli muzycy
- Robert Skulski[4][5] - gitara, śpiew
- Bartosz „Ramirez” Rzemieniec - perkusja
- Tomasz „Kurgan” Igliński - gitara
- Sławomir „Woodz” Lisowski - gitara

### Gościnnie
- Piotr „Major” Ożga - śpiew
- Grzegorz „Bolec” Borek - śpiew
- DJ Toucher - decks
- Tom „Haken” Nowak - tr.
- Jacek „Bethon” Bocheński - śpiew

## Dyskografia

### Albumy studyjne
- 1996: Heavy Rain Comes
- 1997: Makadabra (EP)
- 1997: Makabra Kadabra
- 2000: Crash Test
- 2002: Hardware (EP)

### Ścieżka dźwiękowa
- 1998: Poniedziałek - utwory: „Troops Of Tomorrow” (cover The Vibrators) na albumie Poniedziałek oraz „The God Of”[6] (wykorzystane tylko w filmie)